# Krasnojarský kraj
Krasnojarský kraj (rusky Красноя́рский край) je federální subjekt Ruské federace. Leží přibližně uprostřed asijské části země a zaujímá podstatnou část Sibiře. Po republice Sacha je druhým největším samosprávným celkem Ruska (a třetí největší na světě); svou rozlohou 2 339 700 km² předčí Saúdskou Arábii či Mexiko. Rozloha kraje se znásobila 1. ledna 2007, kdy byly ke kraji na základě referenda připojeny Evencký a Tajmyrský autonomní okruh. Sídlem správy je Krasnojarsk (1 205 473 obyv.); další významné město je těžařské středisko Norilsk (176 735 obyv.) na severu kraje.

## Historie
Podobné vymezení jako moderní kraj měla i Jenisejská gubernie, existující v letech 1822–1925.
Krasnojarský kraj vznikl 7. prosince 1934.

## Krajské symboly

### Vlajka
Vlajka Krasnojarského kraje je tvořena červeným listem o poměru stran 2:3. Uprostřed listu je umístěn krajský znak, jehož výška je 1/5 výšky listu.

## Geografie

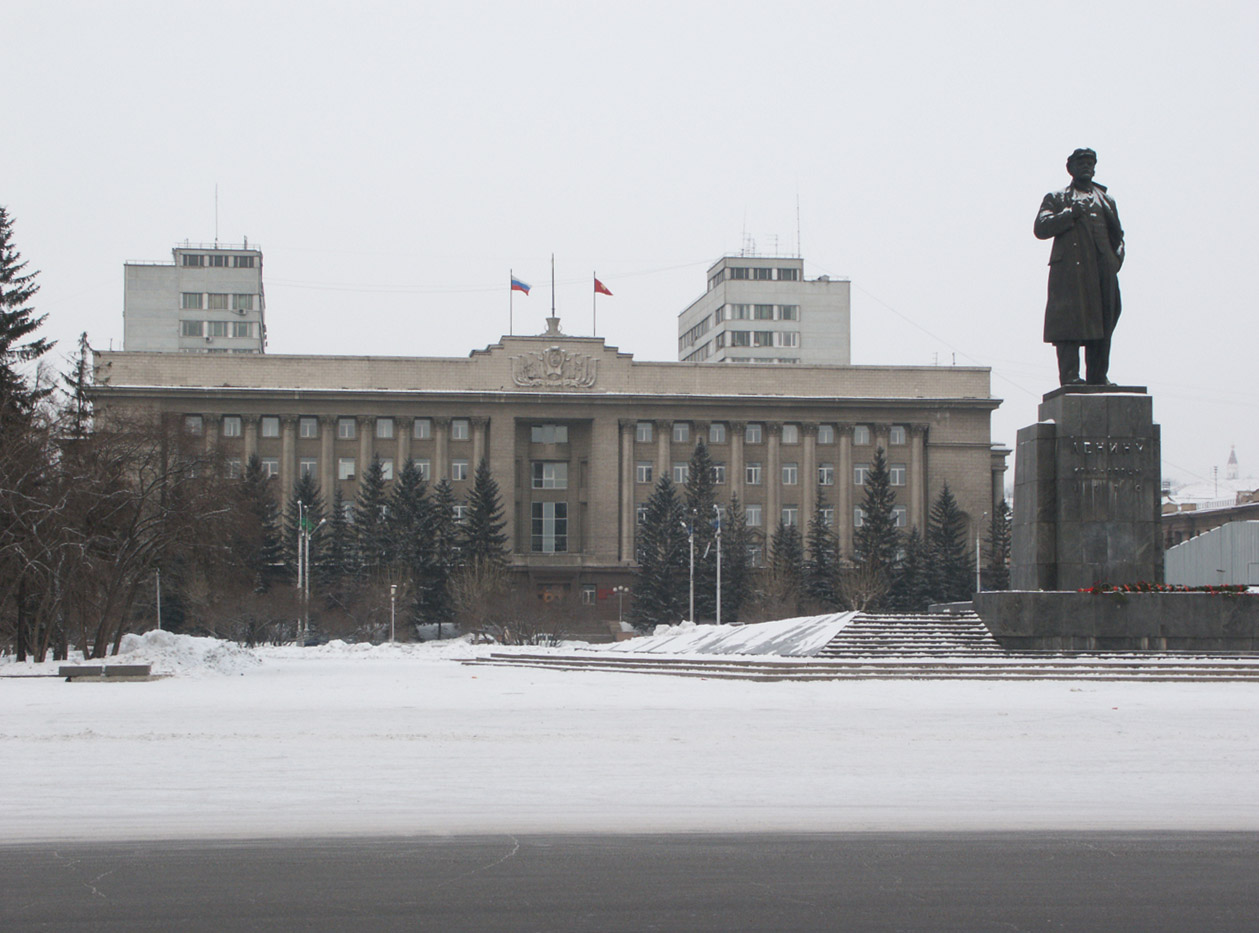
Krajský úřad v Krasnojarsku

Kraj leží uprostřed Sibiře a patří do Sibiřského federálního okruhu. Rozkládá se mezi pohořím Sajany na jihu, podél řeky Jenisej, až k 3000 km vzdálenému poloostrovu Tajmyr na severu. Kraj sousedí s Ťumeňskou, Tomskou, Irkutskou a Kemerovskou oblastí, Chakaskou republikou a republikami Tuva a Sacha. Na severu ho omílá Karské moře a moře Laptěvů.
Oblast je povodím Severního ledového oceánu. Nejvýznamnější řekou celé oblasti je Jenisej a její přítoky Kan, Angara, Dolní Tunguzka a Podkamenná Tunguska. Významné jsou také řeky Chatanga a Tajmyra na poloostrově Tajmyr.
V kraji panuje kontinentální podnebí s velkými rozdíly teplot během roku. Ve střední a jižní části kraje, nacházející se v mírném podnebném pásu a kde je také soustředěna většina populace, jsou typické chladné zimy a krátká, relativně horká léta. V severní části, většinou pokryté permafrostem, teplota přesáhne 10 °C pouze po dobu 40 dní v roce. Severněji je již polární oblast.